# Hoelita
La hoelita és un mineral de la classe dels compostos orgànics. Rep el seu nom d'Adolf Hoel (1879.1964), geòleg i investigador polar noruec. Ell va dirigir l'expedició durant la qual es va trobar el mineral.

## Característiques
La hoelita és una substància orgànica de fórmula química C14H₈O₂. Cristal·litza en el sistema ortoròmbic.
Segons la classificació de Nickel-Strunz, la hoelita pertany a «10.CA - Miscel·lània de minerals orgànics» juntament amb els següents minerals: refikita, flagstaffita, abelsonita, kladnoïta, guanina, tinnunculita, urea i uricita.

## Formació i jaciments
Va ser descoberta l'any 1922 a la mina de carbó Pyramiden, a l'illa de Spitsbergen de l'arxipèlag Svalbard (Noruega). També ha estat descrita a la mina Carola, a Freital (Saxònia, Alemanya), i a dos indrets de la regió de Bohèmia (República Txeca): la mina Kateřina, a Radvanice, i la mina de Kladno, a Libušin.